# SAB Volley 2017-2018
Questa voce raccoglie le informazioni riguardanti la SAB Volley nelle competizioni ufficiali della stagione 2017-2018.

## Stagione
La stagione 2017-18 è per la SAB Volley la prima in Serie A1: la squadra ottiene il diritto di partecipazione al massimo campionato italiano grazie al ripescaggio dalla Serie A2. Viene confermato l'allenatore Andrea Pistola, sostituito a campionato in corso da Eraldo Buonavita, mentre la rosa è completamente rinnovata con le uniche conferme di Amanda Coneo e Camilla Mingardi, quest'ultima ceduta durante il corso della stagione. Tra i nuovi acquisti quelli di Valeria Caracuta, Alice Degradi, Jaroslava Pencová, Silvia Lussana, Alicia Ogoms, Sonja Newcombe, Andrea Drews, queste ultime due cedute durante il corso del campionato, e Cristina Barcellini, arrivata a stagione in corso; tra le cessioni quelle di Sara De Lellis, Eleonora Furlan, Sara Paris, Francesca Figini e Bianca Mazzotti.
Il campionato si apre con la vittoria sul Bergamo, a cui fanno poi seguito tre sconfitte di fila; dopo il successo contro il San Casciano, la squadra di Legnano, ne perde altre tre: le ultime tre giornate del girone di andata sono caratterizzate da due vittorie consecutive e una gara persa contro l'AGIL, chiudendo al decimo posto in classifica, non utile per qualificarsi alla Coppa Italia.. Nel girone di ritorno la SAB ottiene esclusivamente sconfitte, vincendo solamente alla diciassettesima giornata, per 3-1, contro l'Busto Arsizio: chiude quindi all'ultimo posto in classifica, penalizzata anche di cinque punti, retrocedendo in Serie A2.

## Organigramma societario
Area direttiva
- Presidente: Alfio Nebuloni
- Amministrazione: Nazareno Tiburzi

Area organizzativa
- Direttore generale: Antonio Romano
- Direttore sportivo: Bruno Colombo
- Team manager: Silvano Bazzigaluppi
- Responsabile palasport: Michele Colasanto, Savino Di Benedetto, Stefano Temporiti, Lara Beretta, Martina Di Benedetto
- Responsabile arbitri: Marco Destefani
- Responsabile video check: Luca Nava

Area tecnica
- Allenatore: Andrea Pistola (fino al 9 gennaio 2018), Eraldo Buonavita (dal 12 gennaio 2018)
- Allenatore in seconda: Mauro Tettamanti
- Assistente allenatore: Massimo Monti
- Scout man: Cristian Boccalupo
- Assistente scout man: Francesco Pietroni

Area comunicazione
- Addetto stampa: Silvia Bronzato
- Fotografo: Loris Marini
- Responsabile eventi: Silvano Bazzigaluppi
- Responsabile rapporti istituzionali: Patrizio Genoni
- Responsabile accrediti: Carlo Rossi, Ornella Delfrate
- Speaker: Angelo Petazzi
- Telecronista: Aldo Baima

Area marketing
- Responsabile marketing: Pierfranco Caprioli
- Biglietteria: Roberta Pinciroli, Ornella Delfrate

Area sanitaria
- Medico: Placido Stissi
- Fisioterapista: Fabio Rossi
- Assistente fisioterapista: Stefano Zanella
- Osteopata: Lorenzo Lazzati

## Rosa
| N° | Nome                | Ruolo | Data di nascita  | Nazionalità sportiva |
| -- | ------------------- | ----- | ---------------- | -------------------- |
| 2  | Alice Degradi       | S     | 10 aprile 1996   | Italia               |
| 3  | Giulia Bartesaghi   | S     | 5 settembre 1998 | Italia               |
| 5  | Silvia Lussana      | L     | 30 ottobre 1988  | Italia               |
| 6  | Jaroslava Pencová   | C     | 24 giugno 1990   | Slovacchia           |
| 7  | Maria Luisa Cumino  | P     | 22 aprile 1992   | Italia               |
| 8  | Alicia Ogoms        | C     | 2 aprile 1994    | Canada               |
| 9  | Camilla Mingardi    | O     | 19 ottobre 1997  | Italia               |
| 10 | Melissa Martinelli  | C     | 23 marzo 1993    | Italia               |
| 11 | Amanda Coneo        | S     | 20 dicembre 1996 | Colombia             |
| 12 | Giada Cecchetto     | L     | 6 giugno 1991    | Italia               |
| 14 | Valeria Caracuta    | P     | 14 dicembre 1987 | Italia               |
| 16 | Sonja Newcombe      | S     | 7 marzo 1988     | Stati Uniti          |
| 17 | Cristina Barcellini | S     | 20 novembre 1986 | Italia               |
| 18 | Andrea Drews        | O     | 25 dicembre 1993 | Stati Uniti          |

## Mercato
| Acquisti | Acquisti            | Acquisti           | Acquisti   |
| R.       | Nome                | da                 | Modalità   |
| -------- | ------------------- | ------------------ | ---------- |
| S        | Cristina Barcellini | inattiva           | definitivo |
| S        | Giulia Bartesaghi   | VolAlto Caserta    | definitivo |
| P        | Valeria Caracuta    | River              | definitivo |
| L        | Giada Cecchetto     | VolAlto Caserta    | definitivo |
| P        | Maria Luisa Cumino  | Lilliput           | definitivo |
| S        | Alice Degradi       | Pesaro             | definitivo |
| O        | Andrea Drews        | Criollas de Caguas | definitivo |
| L        | Silvia Lussana      | Pro Victoria       | definitivo |
| C        | Melissa Martinelli  | Millenium Brescia  | definitivo |
| S        | Sonja Newcombe      | Sichuan            | definitivo |
| C        | Alicia Ogoms        | PTPS               | definitivo |
| C        | Jaroslava Pencová   | BKS                | definitivo |

| Cessioni | Cessioni            | Cessioni            | Cessioni   |
| R.       | Nome                | a                   | Modalità   |
| -------- | ------------------- | ------------------- | ---------- |
| L        | Martina Bossi       | Gorla               | definitivo |
| L        | Giada Cecchetto     | Soverato            | definitivo |
| P        | Sara De Lellis      | Chieri '76          | definitivo |
| O        | Andrea Drews        | Casalmaggiore       | definitivo |
| C        | Fabiola Facchinetti | Marsala             | definitivo |
| C        | Francesca Figini    | Neruda              | definitivo |
| C        | Eleonora Furlan     | Marsala             | definitivo |
| S        | Laura Grigolo       | Zambelli Orvieto    | definitivo |
| S        | Dayana Kosareva     | Montecchio Maggiore | definitivo |
| P        | Bianca Mazzotti     | Mondovì             | definitivo |
| O        | Camilla Mingardi    | River               | definitivo |
| S        | Chiara Muzi         | ?                   | definitivo |
| S        | Sonja Newcombe      | Minas               | definitivo |
| L        | Sara Paris          | Olimpia Teodora     | definitivo |

## Risultati

### Serie A1

#### Girone di andata
| 1ª giornata - 15 ottobre 2017 PalaBorsani, Castellanza      | SAB           | 3 - 0 | Bergamo         | 25-18, 25-14, 25-16               |
| 2ª giornata - 22 ottobre 2017 Palazzetto dello Sport, Monza | Pro Victoria  | 3 - 1 | SAB             | 28-26, 21-25, 25-18, 25-14        |
| 3ª giornata - 28 ottobre 2017 PalaBorsani, Castellanza      | SAB           | 1 - 3 | Pesaro          | 25-18, 20-25, 22-25, 21-25        |
| 4ª giornata - 5 novembre 2017 PalaVerde, Villorba           | Imoco         | 3 - 0 | SAB             | 25-20, 25-20, 25-22               |
| 5ª giornata - 11 novembre 2017 PalaBorsani, Castellanza     | SAB           | 3 - 1 | San Casciano    | 25-20, 25-23, 17-25, 30-28        |
| 6ª giornata - 19 novembre 2017 PalaYamamay, Busto Arsizio   | Busto Arsizio | 3 - 0 | SAB             | 30-28, 25-9, 25-15                |
| 7ª giornata - 22 novembre 2017 PalaPanini, Modena           | River         | 3 - 2 | SAB             | 25-18, 19-25, 26-28, 25-20, 15-10 |
| 8ª giornata - 26 dicembre 2017 PalaBorsani, Castellanza     | SAB           | 0 - 3 | Savino Del Bene | 13-25, 16-25, 22-25               |
| 9ª giornata - 3 dicembre 2017 PalaBorsani, Castellanza      | SAB           | 3 - 2 | Casalmaggiore   | 18-25, 25-18, 15-25, 25-23, 23-21 |
| 10ª giornata - 10 dicembre 2017 PalaBaldinelli, Osimo       | Filottrano    | 2 - 3 | SAB             | 25-20, 25-16, 25-27, 23-25, 10-15 |
| 11ª giornata - 17 dicembre 2017 PalaBorsani, Castellanza    | SAB           | 0 - 3 | AGIL            | 25-27, 21-25, 16-25               |

#### Girone di ritorno
| 12ª giornata - 26 dicembre 2017 PalaNorda, Bergamo                | Bergamo         | 3 - 0 | SAB           | 25-20, 25-19, 25-23               |
| 13ª giornata - 7 gennaio 2018 PalaBorsani, Castellanza            | SAB             | 0 - 3 | Pro Victoria  | 18-25, 20-25, 13-25               |
| 14ª giornata - 14 gennaio 2018 PalaCampanara, Pesaro              | Pesaro          | 3 - 0 | SAB           | 25-15, 25-21, 25-13               |
| 15ª giornata - 17 gennaio 2018 PalaBorsani, Castellanza           | SAB             | 0 - 3 | Imoco         | 20-25, 11-25, 15-25               |
| 16ª giornata - 21 gennaio 2018 Nelson Mandela Forum, Firenze      | San Casciano    | 3 - 0 | SAB           | 25-19, 25-18, 25-22               |
| 17ª giornata - 27 gennaio 2018 PalaBorsani, Castellanza           | SAB             | 3 - 1 | Busto Arsizio | 25-22, 25-19, 21-25, 25-21        |
| 18ª giornata - 4 febbraio 2018 PalaBorsani, Castellanza           | SAB             | 2 - 3 | River         | 25-22, 29-27, 18-25, 13-25, 15-17 |
| 19ª giornata - 11 febbraio 2018 Palazzetto dello Sport, Scandicci | Savino Del Bene | 3 - 0 | SAB           | 25-14, 25-13, 25-17               |
| 20ª giornata - 25 febbraio 2018 PalaRadi, Cremona                 | Casalmaggiore   | 3 - 2 | SAB           | 25-18, 15-25, 25-21, 23-25, 21-19 |
| 21ª giornata - 4 marzo 2018 PalaBorsani, Castellanza              | SAB             | 1 - 3 | Filottrano    | 25-18, 22-25, 23-25, 20-25        |
| 22ª giornata - 10 marzo 2018 PalaTerdoppio, Novara                | AGIL            | 3 - 0 | SAB           | 25-20, 25-16, 25-21               |

## Statistiche

### Statistiche di squadra
| Competizione | Punti | In casa | In casa | In casa | In trasferta | In trasferta | In trasferta | Totale | Totale | Totale |
| Competizione | Punti | G       | V       | P       | G            | V            | P            | G      | V      | P      |
| ------------ | ----- | ------- | ------- | ------- | ------------ | ------------ | ------------ | ------ | ------ | ------ |
| Serie A1     | 11    | 11      | 4       | 7       | 11           | 1            | 10           | 22     | 5      | 17     |
| Totale       | -     | 11      | 4       | 7       | 11           | 1            | 10           | 22     | 5      | 17     |

G = partite giocate; V = partite vinte; P = partite perse

### Statistiche dei giocatori
| Giocatore     | Serie A1 | Serie A1 | Serie A1 | Serie A1 | Serie A1 | Totale | Totale | Totale | Totale | Totale |
| Giocatore     | P        | PT       | AV       | MV       | BV       | P      | PT     | AV     | MV     | BV     |
| ------------- | -------- | -------- | -------- | -------- | -------- | ------ | ------ | ------ | ------ | ------ |
| C. Barcellini | 9        | 53       | 48       | 5        | 0        | 9      | 53     | 48     | 5      | 0      |
| G. Bartesaghi | 16       | 27       | 23       | 3        | 1        | 16     | 27     | 23     | 3      | 1      |
| V. Caracuta   | 22       | 26       | 13       | 9        | 4        | 22     | 26     | 13     | 9      | 4      |
| G. Cecchetto  | 10       | 0        | 0        | 0        | 0        | 10     | 0      | 0      | 0      | 0      |
| A. Coneo      | 19       | 142      | 134      | 5        | 3        | 19     | 142    | 134    | 5      | 3      |
| M. Cumino     | 17       | 3        | 2        | 1        | 0        | 17     | 3      | 2      | 1      | 0      |
| A. Degradi    | 21       | 263      | 219      | 18       | 26       | 21     | 263    | 219    | 18     | 26     |
| A. Drews      | 8        | 40       | 37       | 1        | 2        | 8      | 40     | 37     | 1      | 2      |
| S. Lussana    | 22       | 0        | 0        | 0        | 0        | 22     | 0      | 0      | 0      | 0      |
| M. Martinelli | 20       | 30       | 19       | 8        | 3        | 20     | 30     | 19     | 8      | 3      |
| C. Mingardi   | 12       | 208      | 191      | 11       | 6        | 12     | 208    | 191    | 11     | 6      |
| S. Newcombe   | 10       | 105      | 90       | 12       | 3        | 10     | 105    | 90     | 12     | 3      |
| A. Ogoms      | 16       | 89       | 62       | 25       | 2        | 16     | 89     | 62     | 25     | 2      |
| J. Pencová    | 22       | 197      | 127      | 66       | 4        | 22     | 197    | 127    | 66     | 4      |

P = presenze; PT = punti totali; AV = attacchi vincenti; MV = muri vincenti; BV = battute vincenti